# Deroplatys
Genre
Deroplatys est un genre d'insectes de la famille des Deroplatyidae (ordre des Mantodea).

## Répartition
Les espèces de ce genre se rencontre en Asie, et plus précisément depuis l'Inde et la Birmanie jusqu'à la Nouvelle-Guinée.

## Description

### Diagnose
Ces insectes ont le sommet de la tête aplati et non armé transversalement. Les yeux sont ronds. Les antennes sont très fines. Le prothorax est allongé et muni d'une grande membrane de forme étendue des deux côtés. L'abdomen, lobé sur les côtés, est court avec de larges segments apicaux. Les quatre pattes postérieures sont longues et fines et les fémurs sont équipés d'une petite membrane au sommet des pattes postérieures. Les ailes et les élytres sont de formes diverses.

### Description détaillée
Les membres de ce genre, de coloration générale brune, sont de taille moyenne à grande et macroptères chez les deux sexes.
La tête est sans grandes particularités avec les yeux latéralement arrondis. Le bouclier frontal est sub-rectangulaire.
Le pronotum est élargi et présente des expansions foliacées latérales de forme différente suivant les espèces et les sexes qui fait ressembler l'animal à une feuille morte. Il est rhomboïdal chez le mâle et plus ou moins en forme de cloche chez la femelle.
Chez la femelle, la zone costale des élytres est élargie et l'apex des ailes est généralement produit en un processus plus ou moins long.
Les pattes antérieures sont de proportions ordinaires pour des Mantes avec un nombre d’épines moyen tandis que les pattes médianes et postérieures ont les fémurs avec un lobe préapicial plus ou moins développé ainsi qu'une épine géniculaire,.
Le processus distal du phallomère ventral présente un crochet sclérifié plus ou moins distinct. Le processus apical du phallomère gauche est incurvé et se rétrécit en une pointe arrondie. L'apophyse phalloïde du phallomère gauche et le processus ventral du phallomère droit sont fortement sclérifiés.

## Liste des espèces
Selon GBIF (28 août 2024) et l'entomologiste français Roger Roy en 2007 :
- Deroplatys angustata Westwood, 1845
- Deroplatys cordata Fabricius, 1798
- Deroplatys desiccata Westwood, 1839 - Espèce type
- Deroplatys gorochovi Anisyutkin, 1998[4]
- Deroplatys indica Roy, 2007[3]
- Deroplatys lobata (Guerin-Meneville, 1838)
- Deroplatys moultoni Giglio-Tos, 1917
- Deroplatys philippinica Werner, 1922
- Deroplatys rhombica Brunner, 1897
- Deroplatys sarawaca Westwood, 1889
- Deroplatys trigonodera Westwood, 1889
- Deroplatys truncata (Guerin-Meneville, 1843)

## Galerie

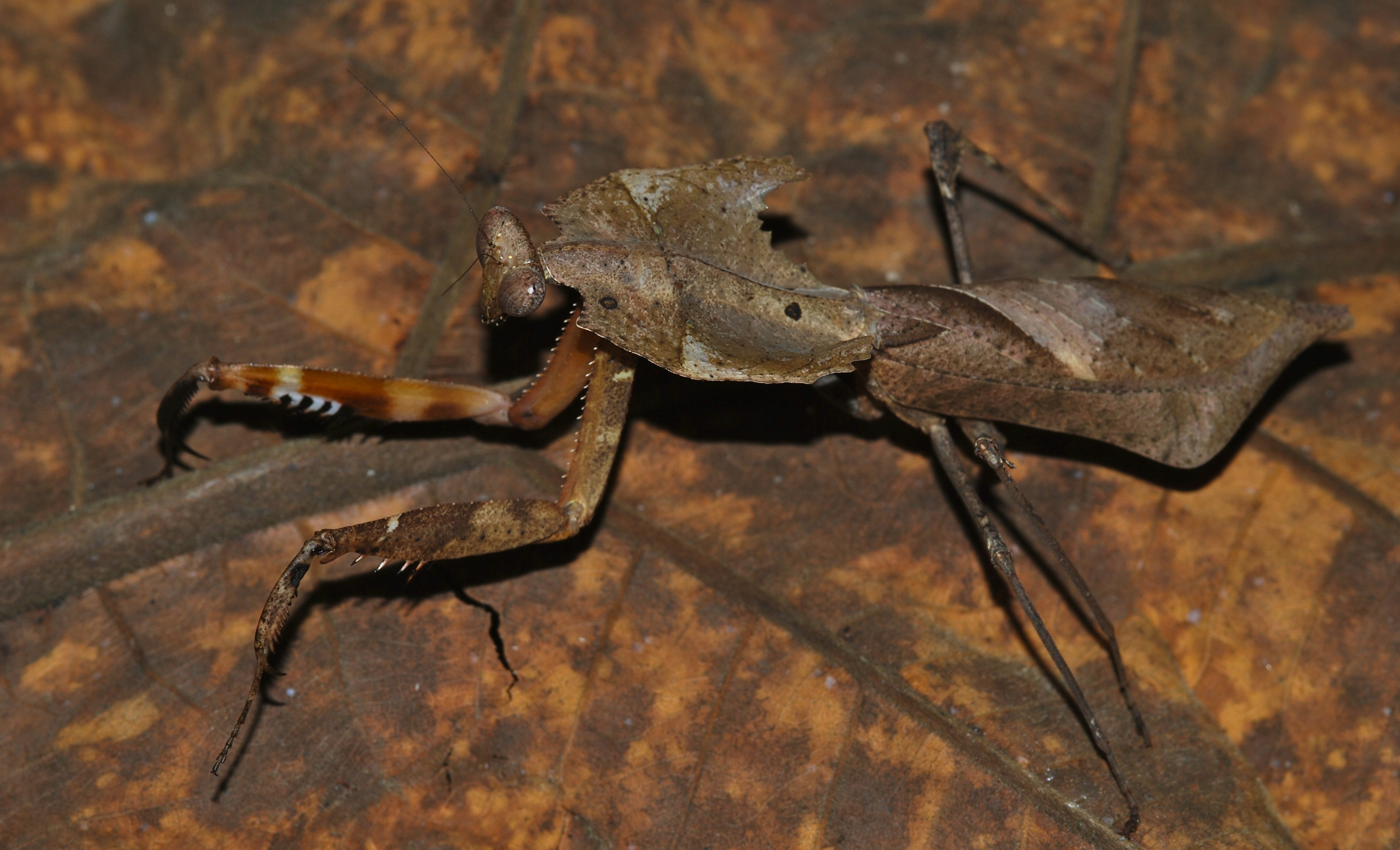
Deroplatys desiccata
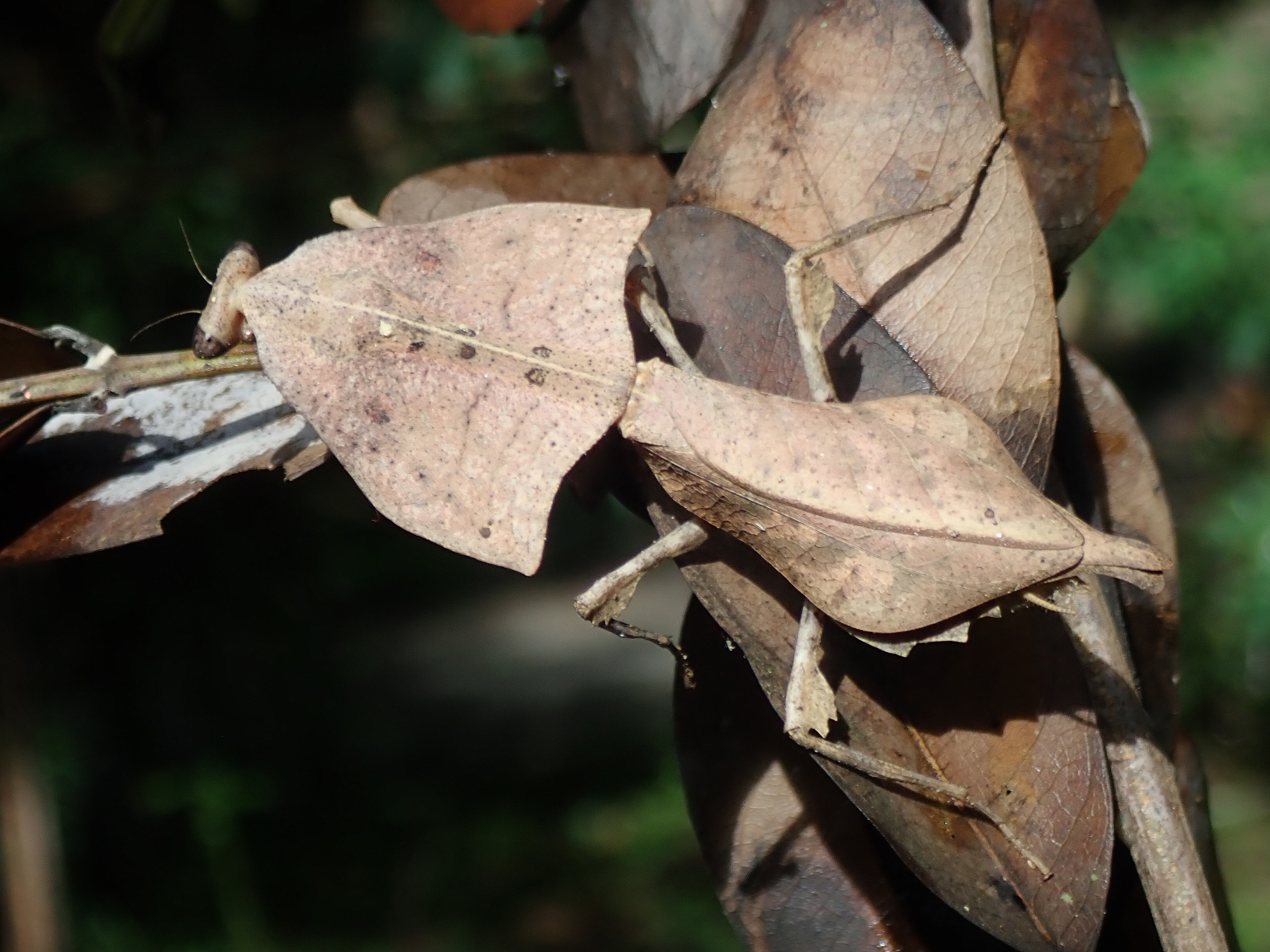
Deroplatys gorochovi
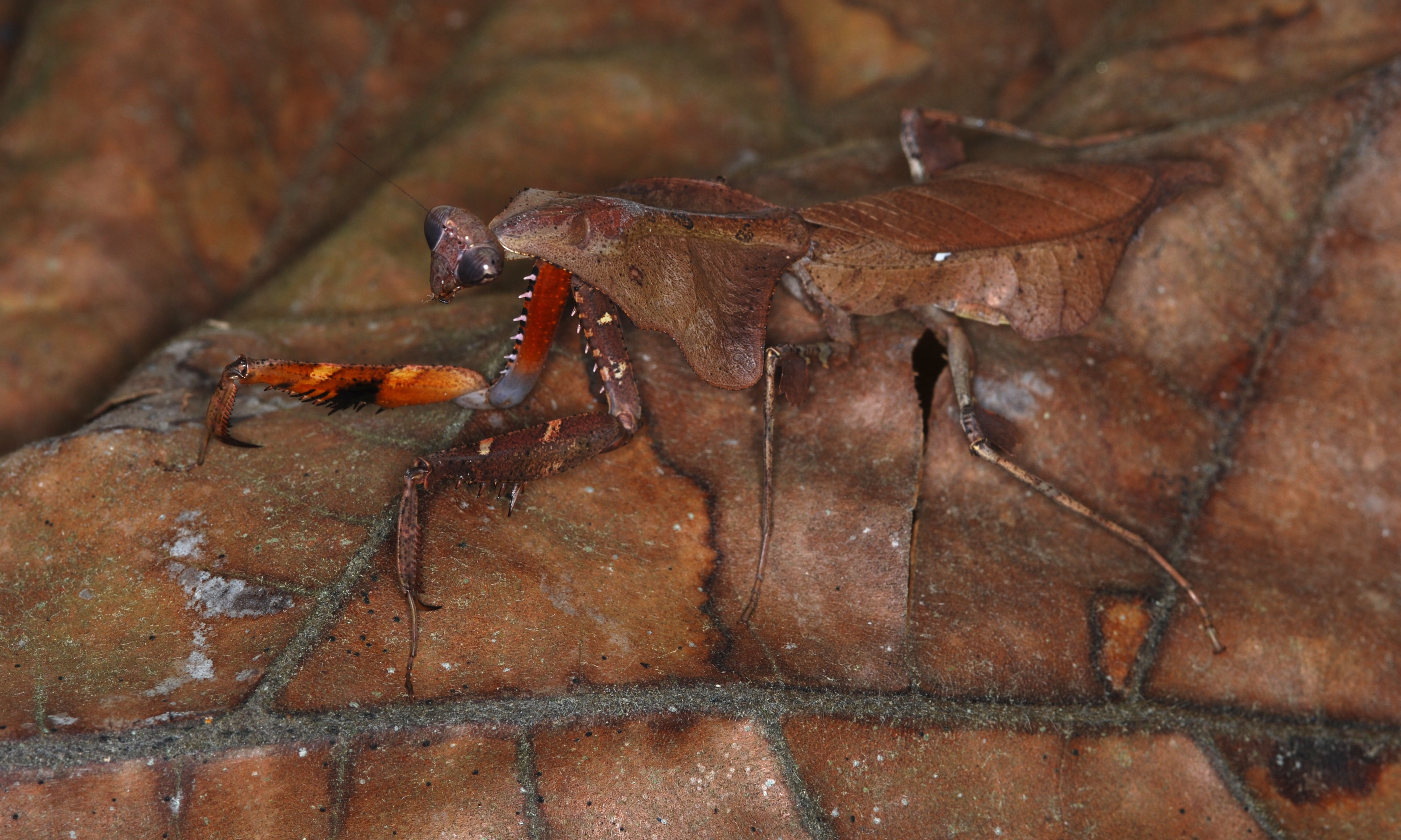
Deroplatys lobata
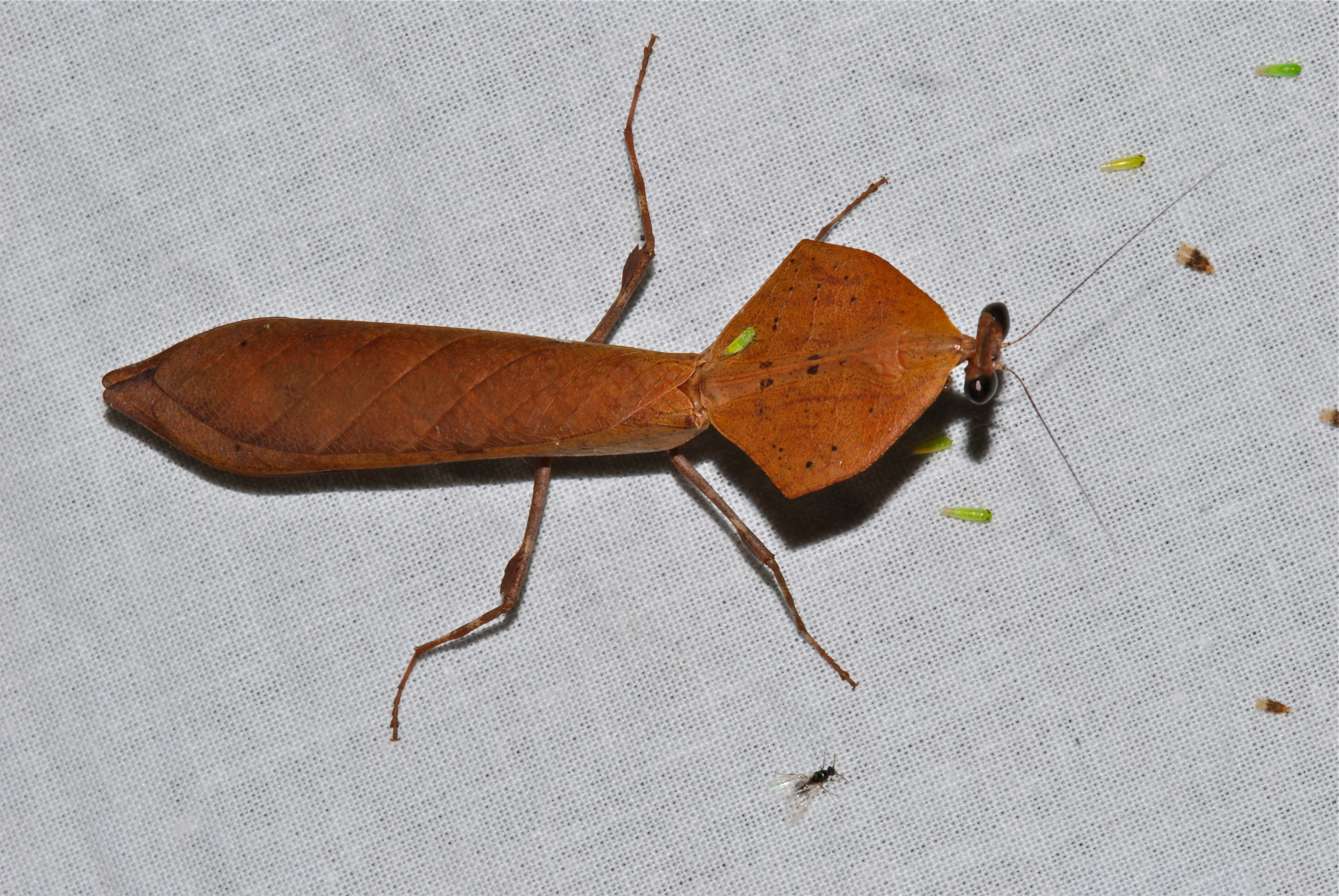
Deroplatys truncata

## Systématique
Le genre Deroplatys a été nommé en 1839 par l'entomologiste britannique John Obadiah Westwood (1805-1893) avec pour espèce type Deroplatys desiccata.

### Publication originale
- (en) J. O. Westwood, An introduction to the modern classification of insects : founded on the natural habits and corresponding organisation of the different families, vol. 1, Londres, Longman, Orme, Brown, Green & Longmans, 1839, 462 p. (lire en ligne), p. 430.